# Minimum Vital
Minimum Vital – francuski zespół grający rock progresywny. Powstał w 1982, a jego założycielami i głównymi muzykami są bracia Thierry i Jean-Luc Payssan. W swojej muzyce łączą wpływy Yes, Mike'a Oldfielda oraz jazz-rock fusion, a ich nagrania odznacza nawiązywanie do tradycji muzyki średniowiecza. Kompozycje grupy charakteryzują się płynnością i łatwo wpadającymi w ucho liniami melodycznymi. 

## Dyskografia
Płyty długogrające:
- 1985 - Envol Triangles (tylko MC)
- 1987 - Les Saisons Marines
- 1990 - Sarabandes
- 1992 - Envol Triangles / Les Saisons Marines (reedycja wcześniejszych albumów)
- 1993 - La Source (Huit Chants De Lumiere)
- 1997 - Esprit D'Amor
- 1998 - Au Cercle de Pierre (album koncertowy)
- 2001 - Envol Triangles - Les Saisons Marines
- 2004 - Atlas
- 2009 - Capitaines
- 2016 – Pavanes
- 2019 – Air Caravan

Filmy:
- 1994 - Les Mondes de... Minimum Vital (VHS)
- 2002 - Vital Duo: Le Jardin Hors du Temps - koncert z 2002 (DVD)
- 2012 - Chapitre 3
- 2013 - Au Cercle De Pierre" & Autres Archives Live
- 2016 - Connexions

Udział w kompilacjach:
- 1995 - Progfest 94 (album koncertowy)
- 1998 - Proglive 97 (album koncertowy)
- 1998 - Baja Prog 98 (album koncertowy)

Oficjalna strona zespołu zalicza też do dyskografii album Vital Duo - Ex Tempore wydany w 2002 przez dwóch muzyków Minimum Vital.

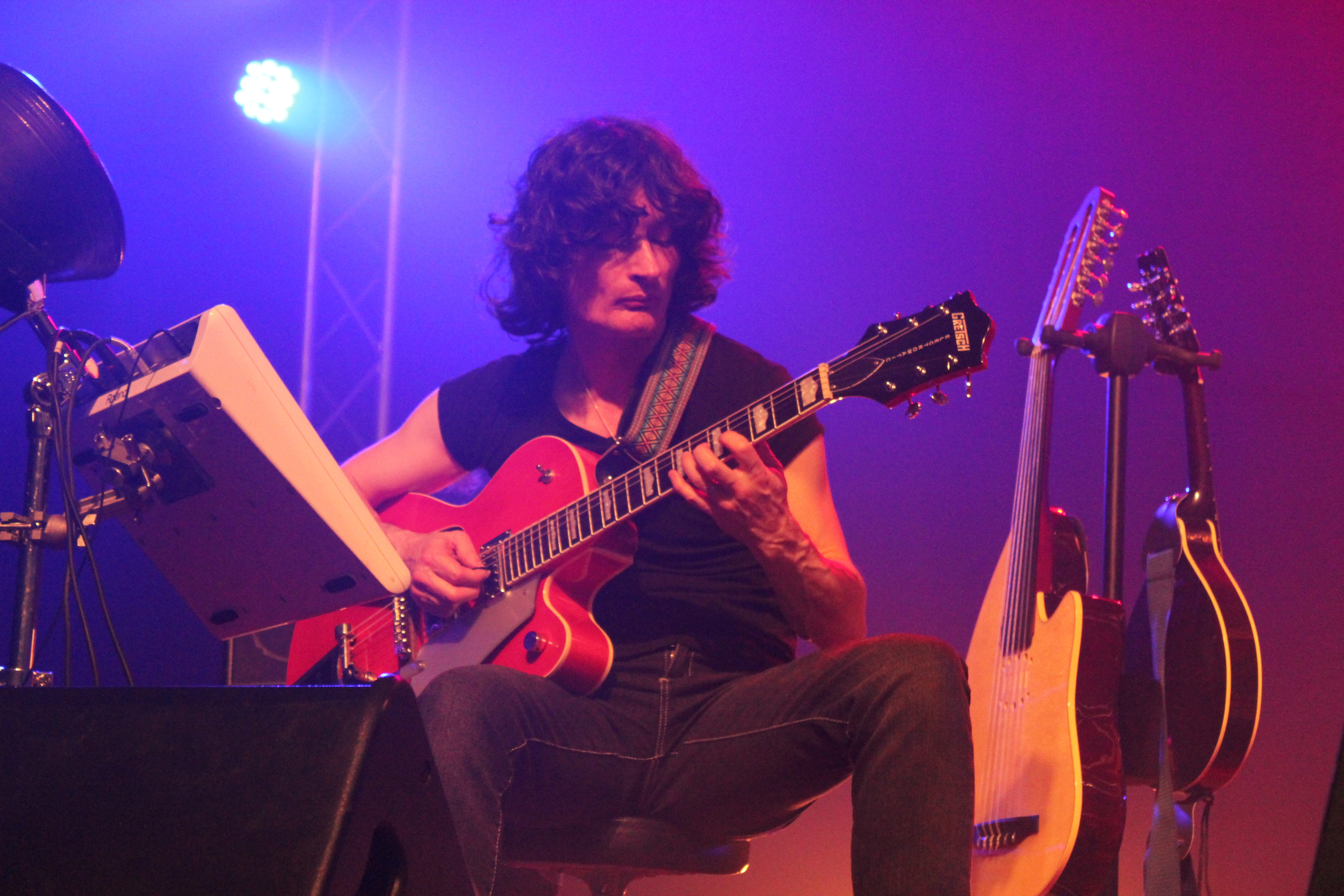
Jean-Luc Payssan (2014)
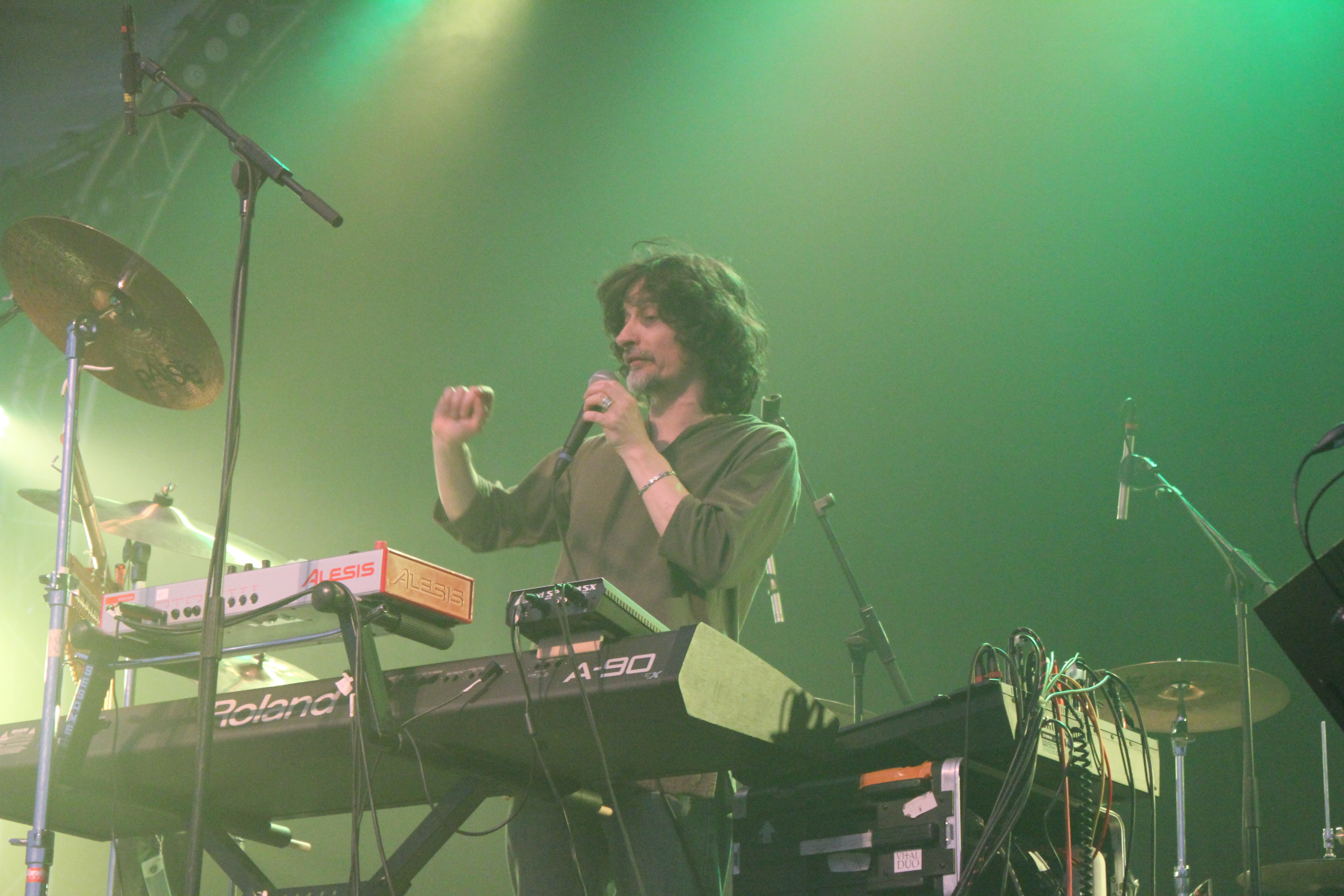
Thierry Payssan (2014)
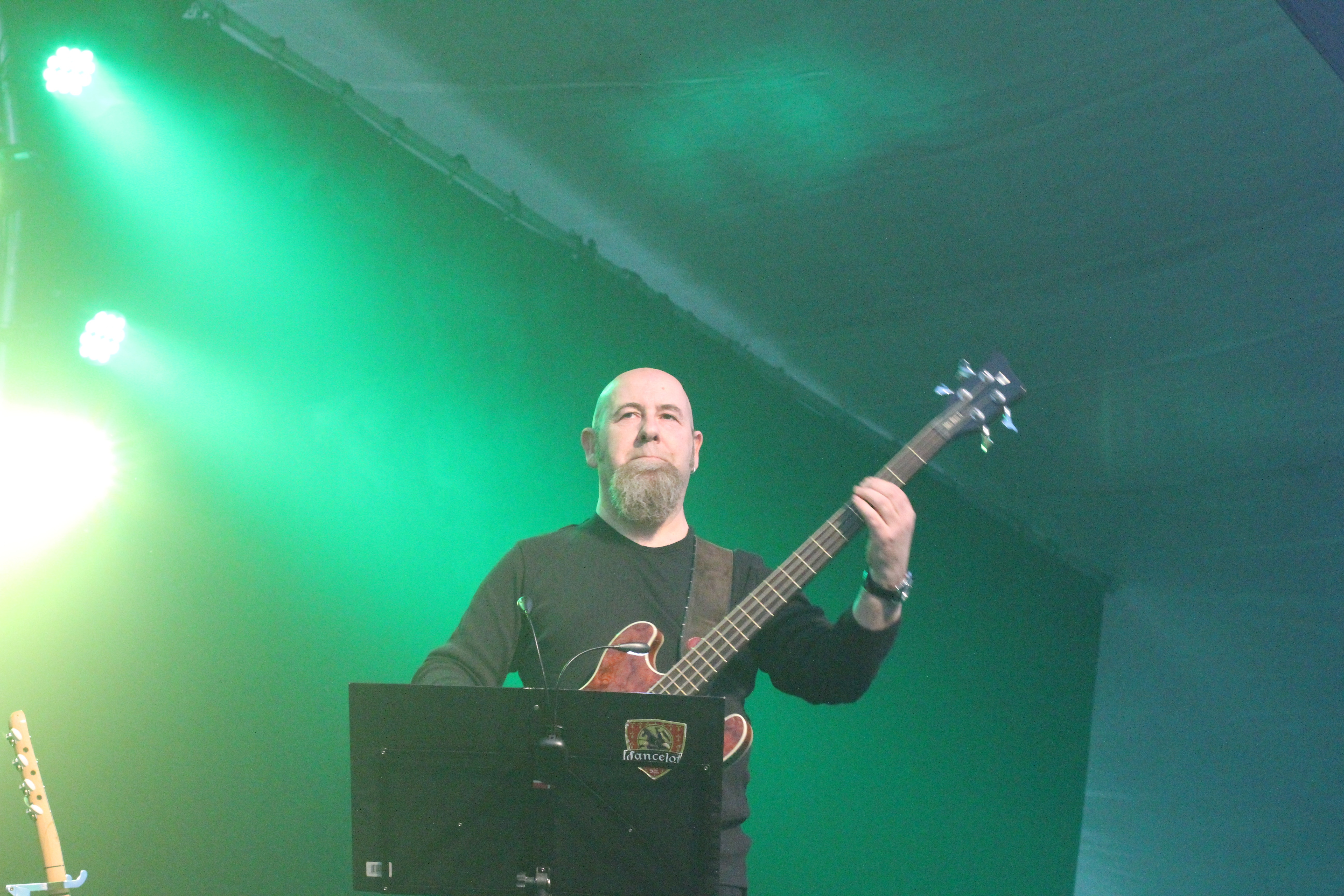
Eric Rebeyrol (2014)